# Двоє (фільм, 1965)
«Двоє» — радянський короткометражний фільм-мелодрама 1965 року. Дипломна робота у ВДІКу режисера Михайла Богіна, знята на Ризькій кіностудії. Сюжетом для фільму молодого режисера послужила історія з життя глухої акторки з Московського театру міміки та жесту Світлани Соніної.

## Сюжет
Сергій, майбутній музикант, студент Ризької консерваторії, випадково зустрічає на вулиці ефектну мовчазну брюнетку Наташу і закохується в неї. Але, почавши знайомство з легкого флірту, він незабаром дізнається, що дівчина з трирічного віку нічого не чує. Його легковажна грайливість раптом стикається з несподіваною для нього реальністю, яка ставить перед ним питання щодо його власної совісті. Йому доведеться сильно змінитися внутрішньо, щоб навчитися новим відносинам з іншими і дуже вразливими людьми. Наташа виглядає як іноземка або, скоріше, як інопланетянка, з якою Сергію доводиться шукати нову мову спілкування. Наташа, що працює танцівницею в цирку і освітлювачем в театрі міміки та жесту, так само чесно намагається зрозуміти його світ музики, як він намагається осягнути її світ пластики. Але проблема в тому, що для Наташі, яка втратила слух під час минулої Великої Вітчизняної війни, звуки пов'язані з болем і страхом. І навіть концерт класичної музики, на який запрошує її Сергій, перетворюється для неї на тортури, викликаючи в її пам'яті тільки звуки пережитих в дитинстві бомбардувань. Світла, романтична і пронизлива новела про кохання.

## У ролях
- Вікторія Федорова —  Наташа
- Валентин Смирнитський —  Сергій
- Рудольф Дамбран —  директор театру
- Луйс Шмітс —  вахтер
- Волдемар Акуратерс —  режисер
- Марта Грахова — епізод
- В'ячеслав Захаров — епізод

## Знімальна група
- Автори сценарію: Михайло Богін, Юрій Чулюкін
- Режисер-постановник: Михайло Богін
- Оператори-постановники: Ріхард Пікс, Генріх Піліпсон
- Композитор: Ромуальд Грінблат
- Художник-постановник: Тамара Антонова
- Звукооператор: Гліб Коротєєв
- Режисер: Болеслав Ружс
- Монтажер: Ельза Прейс
- Директор: Харій Кінстлер